# دانييل نيكولايف (لاعب كرة قدم)
دانييل نيكولايف هو لاعب كرة قدم روسي، ولد في 10 مايو 2002.